# ゴミムシダマシ

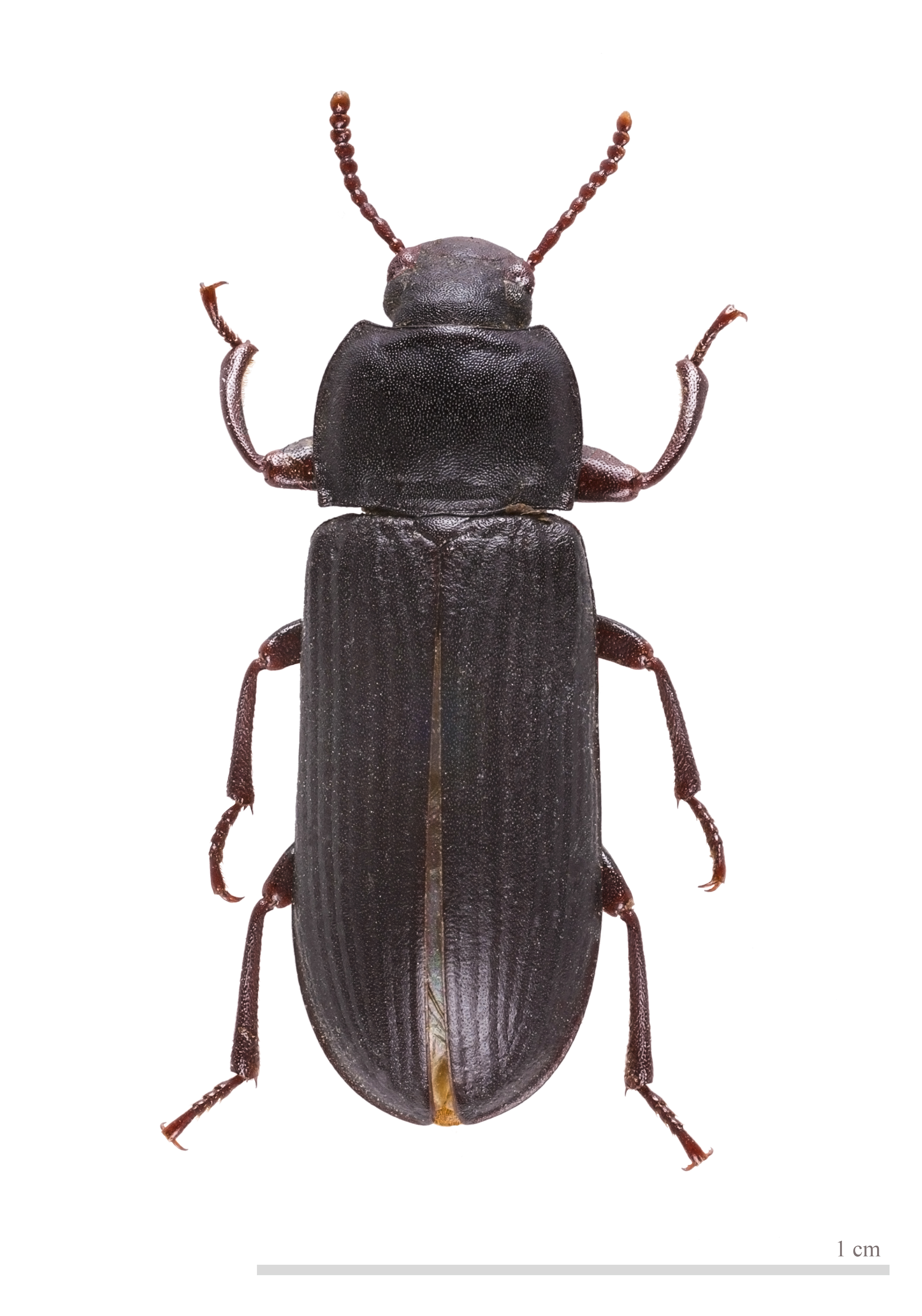
チャイロコメノゴミムシダマシ

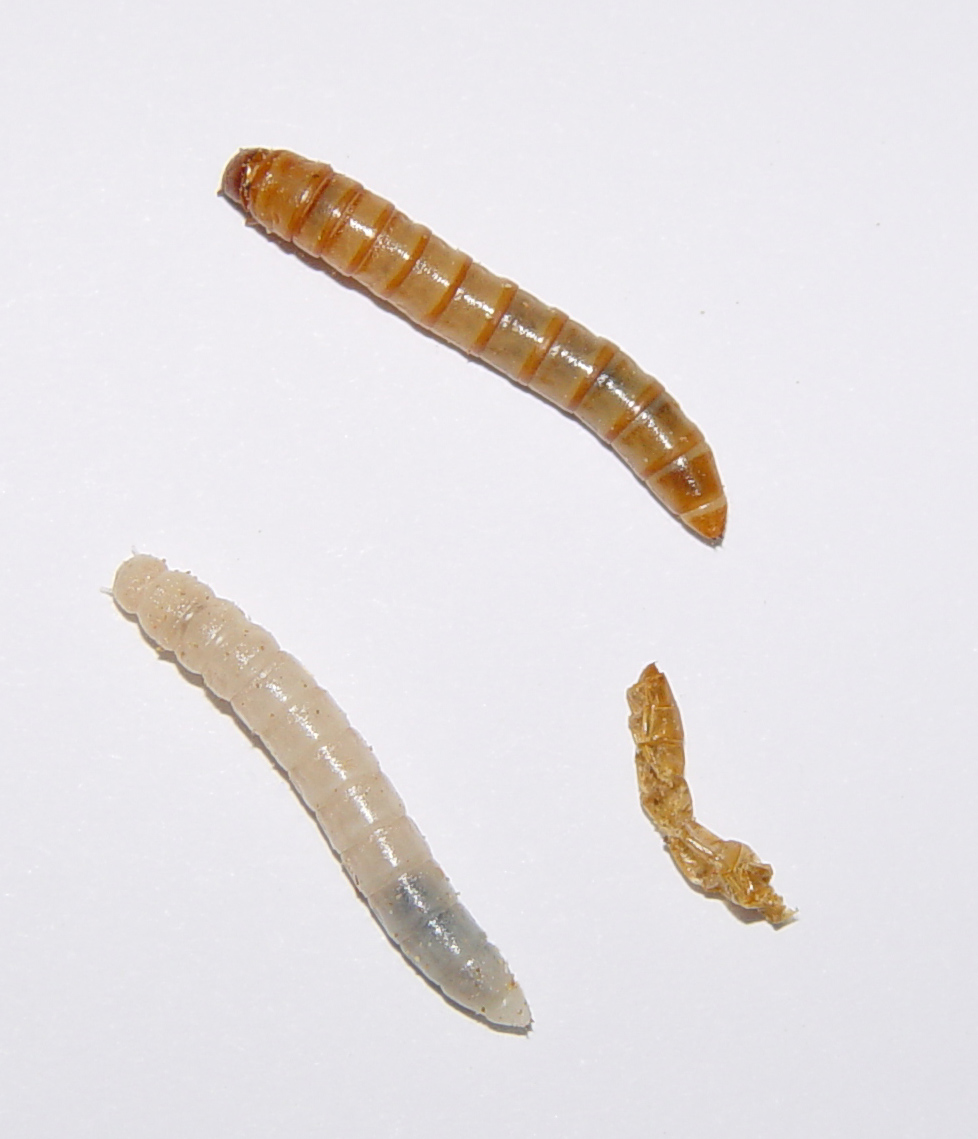
チャイロコメノゴミムシダマシの幼虫（ミールワームとも呼ばれる）

ゴミムシダマシ（塵虫騙、芥虫騙）は、鞘翅目ゴミムシダマシ科の昆虫の総称としても使われるが、その一種ゴミムシダマシ（Neatus picipes）を指す。
体長は14-18mm、全身が褐色、全体として楕円形で、腹背にやや扁平な甲虫。背面はややつやのある褐色、腹面はより黒っぽい。触角は先端がややふくらみ、足はやや短め。前翅背面にはやや深い筋があり、密に点刻が並ぶ。
北海道から九州、それにシベリア、ヨーロッパ、北アメリカに分布。日本では夏期に朽ち木から発見される。
本科の昆虫は属によって体長に大きな違いがあるが、多くは鞘翅に条があり、全体的に細い楕円形である。菌食や樹木食のものが多い。人が触れると危険を感じて異臭を発する種類が多い。
動物飼料のミールワームは日本の場合かつてチャイロマメゴミムシダマシ（チャイロコメノゴミムシダマシ）の幼虫のことを指したが、現在はより大型の種類も含めそう呼ばれている。